# Vietnam National Tobacco Corporation
Vietnam National Tobacco Corporation o Vinataba es la única empresa tabacalera de Vietnam, con sede en Hanói.

## Historia
En 1976, después de la unificación del país, había un total de seis fábricas de tabaco en Vietnam, divididas en dos partes: "United Tobacco Enterprises I", formado por dos fábricas en Thang Long y una en Bac Son y "United Tobacco Enterprises II", formado por dos fábricas en Saigón y una en Vinh Hoi.
En 1985, el Consejo de Ministros de Vietnam publicó el decreto N#108/HDBT para establecer la unión de todas las empresas del tabaco del país bajo el nombre "Union of Vietnam Tobacco Industry Enterprises" y estableciendo la nueva sede en la Ciudad Ho Chi Minh. La reestructuración llevó a dedicar las fábricas de Saigón, Vinh Hoi, Thang Long y Bac Son exclusivamente a la producción de cigarrillos, mientras que las demás se dedicaron a las hojas y fermentación del tabaco.
La unión de las empresas de la industria del tabaco de Vietnam fue instalada y estructurada como una organización de circuito cerrado de la fabricación, desde la hoja hasta la comercialización
En 1986, Vietnam adoptó la política de la renovación que creaba un ambiente más favorable para todos los elementos del negocio en el país entero.
El 31 de octubre de 1992, el ministro de Industria vietnamita transfirió los poderes de organización y operación a la actual "Vietnam National Tobacco Corporation".
En 1995, el primer ministro vietnamita decidió cambiar la sede de "Vietnam National Tobacco Corporation" al actual emplazamiento, Hanói, dejando en Ciudad Ho Chi Minh una oficina representativa.
A partir de 2004 la empresa se extendió rápidamente en otros sectores dispares como el comercio de agua mineral (Vinawa), vino (Romantic Red Wine), té y confitería entre otros.

## Empresa

### Compañías subsidiarias
- Sai Gon Cigarette Company
- Thang Long Cigarette Company
- Bac Son Cigarette Company
- Thanh Hoa Cigarette Company
- An Giang Cigarette Company
- Long An Cigarette Company
- Cuu Long Cigarette Company
- Dong Thap Cigarette Company
- Ben Tre Cigarette Company
- Ngan Son Joint Stock Company
- Hoa Viet Joint Stock Company
- Cat Loi Joint Stock Company
- Tobacco Economic & Technical Institute
- Da Nang Tobacco Company
- Hai Ha Confectionery Joint Stock Company
- Hai Ha Kotobuki Joint Venture
- Vinasa Joint Venture Company

### Compañías asociadas
- BAT-Vinataba Joint Venture Ltd
- Vinatoyo Joint Venture Company
- Bao Minh Corporation
- Eximbank

## Productos

### Propios
A lo largo de los años y al no tener competencia nacional posible por la protección del gobierno, Vinataba no ha tenido problemas para expandir su marca a lo largo Vietnam y gran parte de Asia, con una extensa gama de cigarrillos.
- AG
- Angiang
- Aroma
- Bac Son Deluxe
- Bastion Blue
- Bastion Red
- BETOFA
- BENTRE
- Black & Gold
- Blue River Menthol
- Blue River Red
- BLUEBIRD Menthol
- BONG SEN
- BT
- Caravan
- Castorce
- COATB
- Cuulong "3"
- Cuulong "A"
- Cuulong "A" Red
- DAT DongThap
- DALAT
- DaLat Blue
- DaLat Red
- DongThap
- Du Lich
- ERA Blue
- ERA Menthol
- ERA Red - Full Flavor
- Globe
- Goal "@"
- Golden Eagle
- Hoa Binh
- Horseman
- ICEL
- Intershop
- Long Xuyen
- Mélia Premium Red
- Mélia Menthol Fresh
- Memory
- MISS Full Flavor
- Pacific
- Roman
- Saigon
- Saomai
- SAPA
- Song Cau
- Souvenir
- TEX Full Flavor
- TEX Lights
- Tourane
- Tourism
- Vinataba Full Flavor
- Vinataba Premium
- Vina Cigar
- Vinh Hoi
- Vinh Hoi Red
- VITAB
- VITAB Premium
- White Dog
- Win

### Cooperaciones
Vinataba ha cooperado y sigue haciéndolo con importantes empresas multinacionales en la elaboración de los siguientes productos:
- 555
- Dunhill
- Marlboro
- Marlboro Lights
- Marlboro mentolado
- Mild Seven

- Datos: Q7931365